# Le Prince Balthazar Carlos chasseur
Le portrait du Prince Balthazar Carlos chasseur est une huile sur toile de Diego Vélasquez peinte en 1635 et conservée au musée du Prado.

## Le thème de la chasse
Le roi Philippe IV d'Espagne avait chargé Vélasquez d'une série de toiles sur le thème de la chasse, destinés à décorer son nouveau pavillon de chasse, la tour de la Parada, construite sur le mont du Pardo, près de Madrid. Ce pavillon se changea rapidement en l'un des plus importants musées de peintures où furent exposées une longue série de toiles sur les Métamorphoses d'Ovide peintes par Rubens. Ce pavillon était exclusivement réservé à la cour, et personne d'autre n'y avait accès. Il s'y trouvait de très nombreuses toiles mythologiques et une grande variété de nus.
Vélasquez peignit pour la tour de la Parada d'autres toiles sur le thème de la chasse : le Cardinal-Infant Ferdinand d'Autriche chasseur et Philippe IV en costume de chasseur. Les trois œuvres ont plusieurs points en commun : leur format étroit, le personnage représenté de ¾, un fusil de chasse à la main, et le costume de chasse des protagonistes. On sait que le peintre travailla sur de nombreuses autres toiles sur ce thème mais aucune autre ne se trouve en Espagne.

## Description
Le prince est vêtus avec un costume de chasse ; tabard sombre avec des manches courtes, culottes amples, pourpoint gris, cou de dentelle, bottes hautes, casquette tombante et à la main droite, un fusils de dimensions adaptées à un enfant.
Il y a deux chiens ; c'est un animal toujours présent sur une scène de chasse. L'un d'eux est grand, si grand que le peintre l'a représenté couché pour qu'il n'écrase pas le personnage principal. Il a de grandes oreilles, et sa tête est posée au sol. L'autre est un petit chien qui sort du cadre, un lévrier couleur cannelle aux yeux vifs et dont la tête arrive au niveau de la main de l'enfant.
Dans le paysage, l'élément principal est un chêne  qui accompagne le personnage. On peut admirer la forêt du Pardo et au fond, très loin, la montagne bleuté de Madrid. Le ciel est gris et nuageux, typique d'une après-midi d'automne.
Les critiques s'accordent à dire que la tête du prince est un exemple de la maîtrise du peintre.